# محمد سالم أبو عاصي
الأستاذ الدكتور محمد سالم أبو عاصي من مواليد مصر عام 1962م هو شيخ أزهري تلقّى تكوينه العلمي في الأزهر وتخرّج منه، تخصص في علوم القرآن وتفسيره، واهتم بعلم الأصول، من كتاباته في هذا الشأن: تفسير آيات الشرط في القرآن الكريم، التعليل في القرآن والسنة، دعوى تاريخية النص القرآني، مقالتان في التأويل، وله في الرد على الفكر السلفي: بعض أفكار ابن تيمية في العقيدة عرض وتحليل.

## مؤهلاته العلمية
1. حائز على إجازة (ليسانس) من كلية أصول الدين - جامعة الأزهر - القاهرة 1986م.
2. ماجستير من كلية أصول الدين - جامعة الأزهر 1990م.
3. دكتوراه من كلية أصول الدين - جامعة الأزهر بمرتبة الشرف الأولى مع التوصية بطباعة الرسالة 1993م.
4. عمل كمدرس مساعد بكلية أصول الدين جامعة الأزهر القاهرة 1992م - 1994م.
5. أستاذ مدرس في كلية أصول الدين جامعة الأزهر القاهرة 1994م - 1999م.
6. مدرس بكلية الشريعة والقانون بمسقط - سلطنة عمان - 1997م.
7. أستاذ مساعد - مشارك - بكلية أصول الدين بالقاهرة والشريعة والقانون بمسقط 1999م.
8. رئيس قسم أصول الدين بكلية الشريعة والقانون بمسقط 1999م - 2003م.
9. أستاذ بكلية أصول الدين - جامعة الأزهر بالقاهرة 2004/8/22م.
10. أستاذ بكلية الشريعة والدراسات الإسلامية - جامعة قطر.
11. أستاذ زائر بالجامعة الإسلامية العالمية بالهند 2002م.
12. عضو لجنة الندوات العلمية بكليتي أصول الدين - القاهرة - والشريعة والقانون بمسقط 1999م-2003م.
13. عضو لجنة البحث العلمي بكلية الشريعة والقانون بمسقط 1999م - 2003م.
14. عضو لجنة الشريعة - بمجمع اللغة العربية بالقاهرة.
15. عضو لجنة موسوعة الفرق الإسلامية بالمجلس الأعلى للشؤون الإسلامية.

عضو لجنة الندوات بقسم أصول الدين - كلية الشريعة والدراسات الإسلامية - جامعة قطر - 2006/9/11 حتى الآن.

## شيوخه
نشط لطلب العلم منذ صغره، فقرأ على كثير من كبار علماءالأزهر قراءة حرة خارج الدراسة النظامية من عيون كتب التراث، وأجازه كثيرون منهم:
1. الإمام الرائد محمد زكي الدين إبراهيم.
2. الشيخ العلامة أحمد فهمي أبو سنة أستاذ علم أصول الفقه بكلية الشريعة.
3. الشيخ عبد العال عطوة أستاذ الفقه الحنفي بكلية الشريعة.
4. الشيخ عبد الجليل القرنشاوي أستاذ الأصول بكلية الشريعة.
5. الشيخ أحمد الكحيل أستاذ النحو والصرف بالأزهر.
6. الشيخ محمد أبو النور زهير أستاذ الأصول.
7. الشيخ مصطفى عمران أستاذ علم الكلام والمنطق والمعقولات بالأزهر.
8. الشيخ إبراهيم خليفة أستاذ التفسير بالأزهر.
9. الأستاذ الدكتور محمد سعيد رمضان البوطي.
10. الشيخ الإمام محمد الغزالي.
11. الأستاذ الدكتور نور الدين عتر.

وغيرهم كثيرون.

## اهتماماته
يهتم الأستاذ الدكتور محمد سالم أبو عاصي بالعمل على نهضة التعليم الشرعي في العالم الإسلامي، فهو مع تدريسه بالجامعات العربية المختلفة، وحضوره المؤتمرات العلمية، يهتم بالتدريس الحر في المرابع العلمية المختلفة، لاسيما الجامع الأزهر، فدرس فيه كتباً عديدة منها:
1. نزهة النظر شرح نخبة الفكر في مصطلح أهل الأثر للحافظ ابن حجر العسقلاني.
2. شرح شذور الذهب في معرفة كلام العرب للعلامة جمال الدين ابن هشام المصري.
3. شرح السلم المنورق في فن المنطق للعلامة عبد الرحمن الأخضري.
4. شرح الخريدة البهية في العقيدة للشيخ أحمد الدردير.
5. اللباب في شرح الكتاب في الفقه الحنفي.
6. شرح مختصر المنار في أصول الفقه.
7. شرح كتاب اللامذهبية أخطر بدعة تهدد الشريعة الإسلامية للدكتور البوطي.

وغير ذلك من كتب التراث والمعاصرين التي تساهم في تخريج طلاب العلم على خير ما يكون.

## مؤلفاته
له العديد من المؤلفات والأبحاث العلمية منها:
- بعض أفكار ابن تيمية في العقيدة عرض وتحليل.
- علوم القرآن عند الشاطبي من خلال كتابه الموافقات.
- تفسير آيات الشرط في القرآن الكريم.
- التعليل في القرآن والسنة.
- دعوى تاريخية النص القرآني: تحليل وتعقيب (حولية كلية أصول بالقاهرة 1999م).
- دعوى القرآن إلى العقيدة (حولية كلية أصول الدين القاهرة - 2001م).
- مقالتان في التأويل معالم المنهج، ورصد الانحراف.
- أسباب النزول تحديد مفاهيم ورد شبهات.
- أوراق أصولية.

كما أنه شارك في عدد من الندوات والمؤتمرات العلمية بمصر وسلطنة عمان والإمارات العربية المتحدة وسورية ولبنان وماليزيا وغيرها. وله عدد من المقالات في بعض الصحف والمجلات العربية وبعض التسجيلات الإذاعية والتليفزيونية بمصر وسلطنة عمان.